# بوب ميتشيل (سياسي)
بوب ميتشيل (بالإنجليزية: Bob Mitchell)‏ هو سياسي بريطاني، ولد في 22 أغسطس 1927، وتوفي في 18 سبتمبر 2003. حزبياً، نشط في حزب العمال.

## مناصب
- في الانتخابات العامة في المملكة المتحدة 1966 [الإنجليزية]‏، انتخب عضو البرلمان الرابع والأربعون للمملكة المتحدة عن دائرة ساوثهامبتون تيست (31 مارس 1966 – 29 مايو 1970).
- في الانتخابات الفرعية في مجلس العموم البريطاني [الإنجليزية]‏، انتخب عضو البرلمان الخامس والأربعون للمملكة المتحدة عن دائرة ساوثهامبتون إتشون (27 مايو 1971 – 8 فبراير 1974).
- في الانتخابات العامة في المملكة المتحدة فبراير 1974 [الإنجليزية]‏، انتخب عضو البرلمان السادس والأربعون للمملكة المتحدة عن دائرة ساوثهامبتون إتشون خلال فترته النيابية ‏ (28 فبراير 1974 – 20 سبتمبر 1974).
- في الانتخابات العامة في المملكة المتحدة أكتوبر 1974 [الإنجليزية]‏، انتخب عضو البرلمان السابع والأربعون للمملكة المتحدة عن دائرة ساوثهامبتون إتشون خلال فترته النيابية ‏ (10 أكتوبر 1974 – 7 أبريل 1979).
- انتخب عضو البرلمان الثامن والأربعون للمملكة المتحدة عن دائرة ساوثهامبتون إتشون خلال فترته النيابية ‏ (5 أكتوبر 1981 – 13 مايو 1983).
- في الانتخابات العامة للمملكة المتحدة 1979 [الإنجليزية]‏، انتخب عضو البرلمان الثامن والأربعون للمملكة المتحدة عن دائرة ساوثهامبتون إتشون خلال فترته النيابية ‏ (3 مايو 1979 – 5 أكتوبر 1981).
- انتخب عضو في البرلمان الأوروبي.